# Sebastian Leitner (Fußballspieler)
Sebastian Leitner (* 15. April 2005 in Linz) ist ein österreichischer Fußballspieler.

## Karriere

### Verein
Leitner begann seine Karriere bei der Union Ried/Riedmark. Zur Saison 2016/17 wechselte er zum LASK. Im Februar 2019 wechselte er in die Akademie des FC Red Bull Salzburg, in der er in Folge sämtliche Altersstufen durchlief.
Zur Saison 2023/24 rückte er in den Kader des zweitklassigen Farmteams FC Liefering. Sein Debüt in der 2. Liga gab er im Juli 2023, als er am ersten Spieltag jener Saison gegen den FC Dornbirn 1913 in der Startelf stand. Bis zur Winterpause kam er zu zwei Zweitligaeinsätzen. Im Februar 2024 wechselte er zu den drittklassigen Amateuren seines Jugendklubs LASK. Im April 2024 stand er erstmals im Bundesligakader der Linzer.

### Nationalmannschaft
Leitner debütierte im September 2021 gegen Dänemark für die österreichische U-17-Auswahl.